# オメガブースト
『オメガブースト』（Omega Boost）は、グランツーリスモシリーズを手掛けてきたポリフォニー・デジタルが開発、SCEが1999年4月22日に発売したプレイステーション用3Dアクションシューティングゲーム。
キャッチコピーは「360°新感覚シューティング　破壊美が加速（ブースト）する」。

## 概要
ほとんどのステージは、地形という概念がない広大な空間であり、自機である人型ロボット兵器「オメガブースト」を操作し縦横無尽に動き回ることが出来る。派手なアクションとは裏腹に、操作はシンプルかつ直感的。また、自分の操作を記録し、様々な視点から鑑賞出来るリプレイ機能を搭載していることも特徴といえる。リプレイは3D描画を存分に生かした構成になっており、ステージ攻略に利用する他にも純粋なプレイムービーとしても楽しめる。
自機の攻撃方法は、腕部に装備している銃から発射するエネルギー弾（マシンガン、微小な誘導性能あり）と、射撃マーカー内に捕捉してロックオンした敵に対して発射するホーミングレーザーの2種類。ホーミングレーザーの同時発射数は、ステージクリアに伴い最大16本まで増加する。また、敵撃破などで溜まるゲージを消費することで、完全無敵状態で高速の突進攻撃を行う「ヴァイパーブースト」が発動する。ヴァイパーブーストは発動中に再度発動ボタンを押すことで中断可能。視点操作は、自機ごと方向転換する通常旋回の他、レーダーから至近の敵を中心に捉えて円軌道する「SCAN」（L1ボタン）となっている。そのほか、短距離を加速するブースト、180度急旋回も可能となっている。
CG監修とメカデザインには河森正治が担当し、プレイ中に使用される楽曲のほとんどをCMJKが手がけている。なおオープニングムービーなど一部の楽曲は、本作のアメリカ版とヨーロッパ版など地域ごとに異なっており（後述）、地域によってはスタティック-Xのものが使われた。また、オープニングやステージ間でのムービーは、実写と3DCGの合成になっている。

## ストーリー
西暦2097年以前、コンピュータネットワーク内にある"意識体"が発生した。それは自らを「アルファ・コア」と名付け、自身の拡大のために人類の繁栄を影から支援しながら、全銀河規模に拡大していった。ようやくその存在を感知した人類は、これまで遭遇してこなかった知的生命体が身近なネットワークにいたことや、その管理下に置かれていたことに恐怖し、アルファ・コアをウイルスと見なしてワクチンプログラムを投入する。その行為に対しアルファ・コアは共存共栄の相手だったはずの人類を憎悪するようになる。
アルファ・コアはワクチンプログラムを破壊すると同時に人類に宣戦布告し、自分の管理下にあったネットワークを人類から取り上げた。人類を守るために作られた防衛システムや無人兵器は人類に牙を剥き、さらには有人兵器さえも接続されたネットワークを通じて無力化されてしまう。ある科学者グループがタイムマシンを用いて、過去に戻りアルファ･コアそのものを破壊する手段を思いつく。だが、実行前日にアルファ・コアに知られ計画は頓挫してしまう。アルファ・コアは自分の意識を埋め込んだ真空管を開発し、人類から奪ったタイムマシンを用いて、世界最初の汎用コンピュータ ENIACに組み込み、コンピュータの発達とともに勢力を広げ、人類に神として君臨しようとする。
アルファ・コアの野望を撃ち砕くために科学者たちは、タイムマシンを潜り抜けられるサイズの最新鋭有人兵器「プロダクトノイド・オメガブースト」を完成させる。オメガブーストごとタイムマシンをくぐり、アルファ・コアが開発した真空管を破壊の後、通常の真空管に置き換える、このアルファ・コアに対抗する人類最後の作戦「オメガ・オペレーション」が発動された。だが、オメガブーストの操縦は限られた人間にしかできない。脳とマシンを直結するダイレクト・ドライブ・システムでオメガブーストを操作するのだが、パイロットの心身に過度な負担がかかるためだ。しかし奇跡的にもオメガブースト開発チームの一員である レスター・J・ヘミング中尉がその限られた人間の一人であった。
「オメガ・オペレーション」の成否が、オメガブーストとレスターに委ねられたところから、物語の本編が開始される。

## その他
- オープニングムービーでオメガブーストが肩部のマウントに銃を連結して大口径レーザーを放つシーンがあるが、ゲーム内では使用できない。設定によれば、この武装は1回しか使用できないとの事。
- 1994年5月のプレイステーション発表会での仮タイトルは『レッドプラズム』だった。

## 楽曲を提供したアーティスト
- Feeder『Shade』メインテーマ曲、日本版 OPムービー
- dip in the pool『イズミール』日本版 EDソング
- Loudmouth『Fly』アメリカ版 OPムービー
- スタティック-X EP『Death Trip Continues』『Otsegolation』アメリカ版 ラストボスのソング
- Loudmouth『The Road』アメリカ版 EDソング
- CAST『Dreamer』ヨーロッパ版 メインテーマ曲

## 漫画
小学館「ハイパーコロコロ」1999年夏号に読切漫画として掲載。作者は三鷹公一。未単行本化。